# Nagarkot
Nagarkot (Newari नगरकोत) ist ein Ort und ein ehemaliges Village Development Committee in Nepal im Distrikt Bhaktapur, etwa 32 Kilometer östlich von Kathmandu und 14 Kilometer nordöstlich von der Stadt Bhaktapur.
Nagarkot wurde Ende 2014 mit mehreren VDCs zu der Stadt Mahamanjushree-Nagarkot zusammengefasst.
Nagarkot befindet sich am Kamm der Ostseite des Kathmandutals auf 2195 Metern Höhe. Der Ort ist ein beliebtes Ausflugsziel für Einheimische und Touristen und hat einige Restaurants, Imbissmöglichkeiten und Lodges. Zum nahe gelegenen Bhaktapur verkehrt regelmäßig eine Buslinie.
Die eigentliche Attraktion ist nicht der Ort selbst, sondern der fantastische Blick auf die Gebirgskette des Langtang Himal von der Annapurna bis zum Everest-Massiv mit den Gipfeln des Langtang Lirung I (7226 m) und des Gangchempo (6387 m). Bei guter Fernsicht ist sogar der Shishapangma (8027 m) zu erkennen. Den besten Blick hat man in den frühen Morgenstunden und am Spätnachmittag, wenn der Dunst von Kathmandu den Blick nicht trübt. Ansonsten braucht man natürlich auch ein wenig Glück, dass keine Wolken den Blick verdecken.
Bei der Volkszählung 2011 hatte Nagarkot 4571 Einwohner (davon 2198 männlich) in 973 Haushalten.